# Bernhard Kasperek
Bernhard Kasperek (* 7. Juni 1952 in Hindenburg, Oberschlesien) ist ein deutscher Politiker der SPD und Führungskraft in der Chemischen Industrie und Stiftungsgründer.

## Ausbildung und Beruf
Nach dem Besuch der Volksschule machte Bernhard Kasperek von 1966 bis 1970 eine Lehre als Klempner und Installateur. Anschließend übte er diesen Beruf aus. 1968 bis 1972 beschritt er den Zweiten Bildungsweg in Abendform. Es schloss sich ein Studium der Versorgungstechnik an der Fachhochschule Münster mit dem Abschluss Ing. (grad.) an. Des Weiteren folgte 1977 bis 1981 ein Studium der Sicherheitstechnik an der Universität-Gesamthochschule Wuppertal, das er als Diplom-Ingenieur abschloss. In der Folge arbeitete er als Assistent an den Universitäten Hagen und Wuppertal. Die Promotion zum Dr.-Ing. erfolge 1986. 1987 bis 1989 war er Angestellter bei der Westfälischen Berggewerkschaftskasse (Arbeitssicherheit). Ab 1998 war er Führungskraft in der Chemischen Industrie und von 2005 bis 2014 Mitglied der Geschäftsführung und Arbeitsdirektor von RAG Services und Evonik Business Services.

## Politische Laufbahn
Bernhard Kasperek wurde 1971 Mitglied der SPD. Von 1987 bis 1999 war er Vorsitzender des SPD-Unterbezirks Recklinghausen. 1987 bis 2000 war er Mitglied im SPD-Landesvorstand NRW. 1991 bis 1994 ehrenamtlicher Landesgeschäftsführer der NRW-SPD. Kasperek wurde 1975 Mitglied des Rates der Stadt Herten und dort von 1984 bis 1990 Fraktionsvorsitzender der SPD. Ferner war er von 1989 bis 2000 Kreistagsmitglied im Kreistag Recklinghausen.
Von 1990 bis 2005 war er direktgewähltes Mitglied des 11., 12.  und 13. nordrhein-westfälischen Landtags und von 2000 bis 2005 stellvertretender Fraktionsvorsitzender der SPD-Fraktion im Landtag NRW.

## Engagement als Stiftungsgründer
Im Jahr 2024 gründete Kasperek gemeinsam mit Evelyne Bezela die gemeinnützige Stiftung „Die Zukunftswerker Dr. Bernhard Kasperek und Evelyne Bezela – Stiftung für Lebensperspektiven und Zivilcourage“ mit Sitz in Herten. Kasperek ist Vorstandsvorsitzender der Stiftung.
Ein besonderer Schwerpunkt der Stiftung liegt auf der Unterstützung von Projekten in Herten und im Kreis Recklinghausen, die sich für gesellschaftliche Teilhabe, Bildungschancen und die Bekämpfung von Antisemitismus einsetzen. Die Stiftung fördert außerdem Projekte an Schulen und möchte benachteiligten Kindern und Jugendlichen neue Perspektiven eröffnen und Zivilcourage in der Gesellschaft fördern.
Förderanträge können von gemeinnützigen Organisationen, Vereinen oder Initiativen gestellt werden, die im Bereich Jugendhilfe, Bildung oder gesellschaftliches Engagement aktiv sind. Um ihre Ziele nachhaltig zu verfolgen, ist die Stiftung auf finanzielle Unterstützung angewiesen. Spenden und Zustiftungen sind willkommen und werden gezielt für die Förderung von Projekten im Sinne des Stiftungszwecks eingesetzt.